# Nyctemera accepta
Nyctemera accepta är en fjärilsart som beskrevs av Swinhoe 1903. Nyctemera accepta ingår i släktet Nyctemera och familjen björnspinnare. Inga underarter finns listade i Catalogue of Life.